# Parasclerites
Parasclerites is een geslacht van uitgestorven kreeftachtigen uit de klasse van de Ostracoda (mosselkreeftjes).

## Soorten
- Parasclerites (Elliptocyprites) parallelus (Swain, 1962) Li (Yu-Wen), 1989 †
- Parasclerites (Paraplatyrhomboides) brevis (Shi & Wang, 1985) Li (yu-wen), 1989 †
- Parasclerites (Paraplatyrhomboides) productus (Shi & Wang, 1985) Li (Yu-Wen), 1989 †
- Parasclerites (Paraplatyrhomboides) reniformis Li (Yu-Wen), 1989 †
- Parasclerites elongatus Swain, 1962 †
- Parasclerites evolutus Sun (Quan-Ying), 1987 †
- Parasclerites lamellosus Swain, 1962 †
- Parasclerites trapezoideus Li (Yu-Wen), 1989 †